# Pontus Carlsson (orienterare)
Bernt Pontus Carlsson, född 20 november 1932 i Sandhems församling, Skaraborgs län, är en tidigare svensk orienterare. 
Pontus Carlsson växte upp i Pinnahemmet utanför Mullsjö tillsammans med bland andra bröderna Kalle och Bosse som också var framgångsrika idrottsmän.
Carlsson tog SM-guld på långdistans 1959 och 1960 samt SM-guld i stafett 1964.. När svenska mästerskap över ultralång distans (dåvarande lång-SM) infördes 1965 vann Carlsson guldmedaljen. Han tog även EM-brons i stafett 1964 samt NM-silver i stafett 1963 och NM-brons i stafett 1965. Carlsson blev 1959 utsedd till årets orienterare.
Pontus Carlsson tävlade för Mullsjö SOK. Han är bosatt i Timmele.